# Niedoczynność przytarczyc
Niedoczynność przytarczyc (łac. hypoparathyroidismus, ang. hypoparathyroidism) – zaburzenie endokrynologiczne, polegające na obniżonej czynności wewnątrzwydzielniczej przytarczyc. Zespół chorobowy objawia się tężyczką lub mrowieniami i drętwieniami, zaćmą, zwapnieniami jąder podstawnych mózgu, i zaburzeniami jonowymi: hipokalcemią, hiperfosfatemią i hipokalciurią, wynikającymi z niedostatecznego wydzielania parathormonu (PTH). 

## Etiologia
Niedoczynność przytarczyc może wynikać z:
- bezwzględnego niedoboru PTH:
  - przyczyny jatrogenne
    - niezamierzone usunięcie przytarczyc podczas strumektomii (około 80% wszystkich przypadków niedoczynności przytarczyc)
    - zniszczenie gruczołów przytarczycznych podczas naświetlania tarczycy

  - autoimmunologiczna niedoczynność przytarczyc
    - zespół APECED (OMIM 240300)

  - aplazja lub hipoplazja przytarczyc
    - izolowana aplazja lub hipoplazja przytarczyc
    - zespół Di George’a
    - zespół niedoczynność przytarczyc-głuchota-choroba nerek (zespół HDR, OMIM 146255)

  - uszkodzenie przytarczyc przez naciek nowotworu tarczycy
  - zwyrodnienie miąższu przytarczyc w przebiegu chorób układowych:
    - amyloidozy
    - choroby Wilsona[1]
    - hemochromatozy[2][3]

  - wrodzona niedoczynność przytarczyc
    - wrodzona niedoczynność przytarczyc dziedziczona AD (OMIM 146200)
    - wrodzona niedoczynność przytarczyc sprzężona z chromosomem X (OMIM 307700)
    - w przebiegu zespołu Kearnsa-Sayre’a[4][5]
    - w przebiegu zespołu MELAS[6][7][8]
- oporności na PTH:
  - letalna chondrodysplazja Blomstranda (OMIM 215045)
  - rzekoma niedoczynność przytarczyc, typy 1a i 1c
- nadwrażliwości receptora wapniowego:
  - rodzinna hipokalcemia hiperkalciuryczna (OMIM 145980)

## Objawy i przebieg
- parestezje
- tężyczka
- zaburzenia psychiczne
- bolesne kurcze mięśni
- zmiany troficzne włosów, skóry lub paznokci.

W badaniu przedmiotowym:
- objaw Chvostka
- objaw Trousseau
- objaw Lusta
- objaw Erba

W badaniach dodatkowych:
- badania laboratoryjne: hipokalcemia, hiperfosfatemia, niski lub nieoznaczalny poziom PTH w surowicy, normomagnezemia, zmniejszone stężenie 1,25(OH)2D3
- dodatni wynik testu Ellswortha-Howarda
- badanie EKG: zaburzenia repolaryzacji z wydłużeniem odcinka QT
- dodatni wynik miograficznej próby tężyczkowej.
- badania obrazowe: zwapnienia w jądrach podstawy, zwapnienia w tkankach miękkich, zagęszczenie struktury kostnej – widoczne w TK i MRI,

## Leczenie
Leczenie doraźne stanów tężyczkowych polega na podaniu dożylnym wapnia: 1,0-2,0 g/dzień wapnia elementarnego p.o. (20 ml 20% lub 10% roztworu glukonianu wapnia) i aktywnych metabolitów witaminy D: kalcytriolu lub alfakalcidolu.
W leczeniu przewlekłym stosuje się: 
- dietę bezmleczną
- wapń 1,0-2,0 g/d p.o.
- witaminę D3 15 000-60 000 IU/d lub jej aktywne metabolity: alfacalcidol (0,5-4,0 μg/d)  bądź kalcytriol (0,5-2,0 μg/d).